# 1955 en sports équestres
Chronologie des sports équestres
- 1954 en sports équestres - 1955 en sports équestres - 1956 en sports équestres

Cet article présente les faits marquants de l'année 1955 en sports équestres.

## Événements

### Année
- 3e édition du championnat d'Europe de concours complet d'équitation 1955 à Windsor (Royaume-Uni) qui est remportée par Frank Weldon sur Kilbarry en individuel et par l'équipe du Royaume-Uni[1].